# St. Gangolf (Gangloffsömmern)

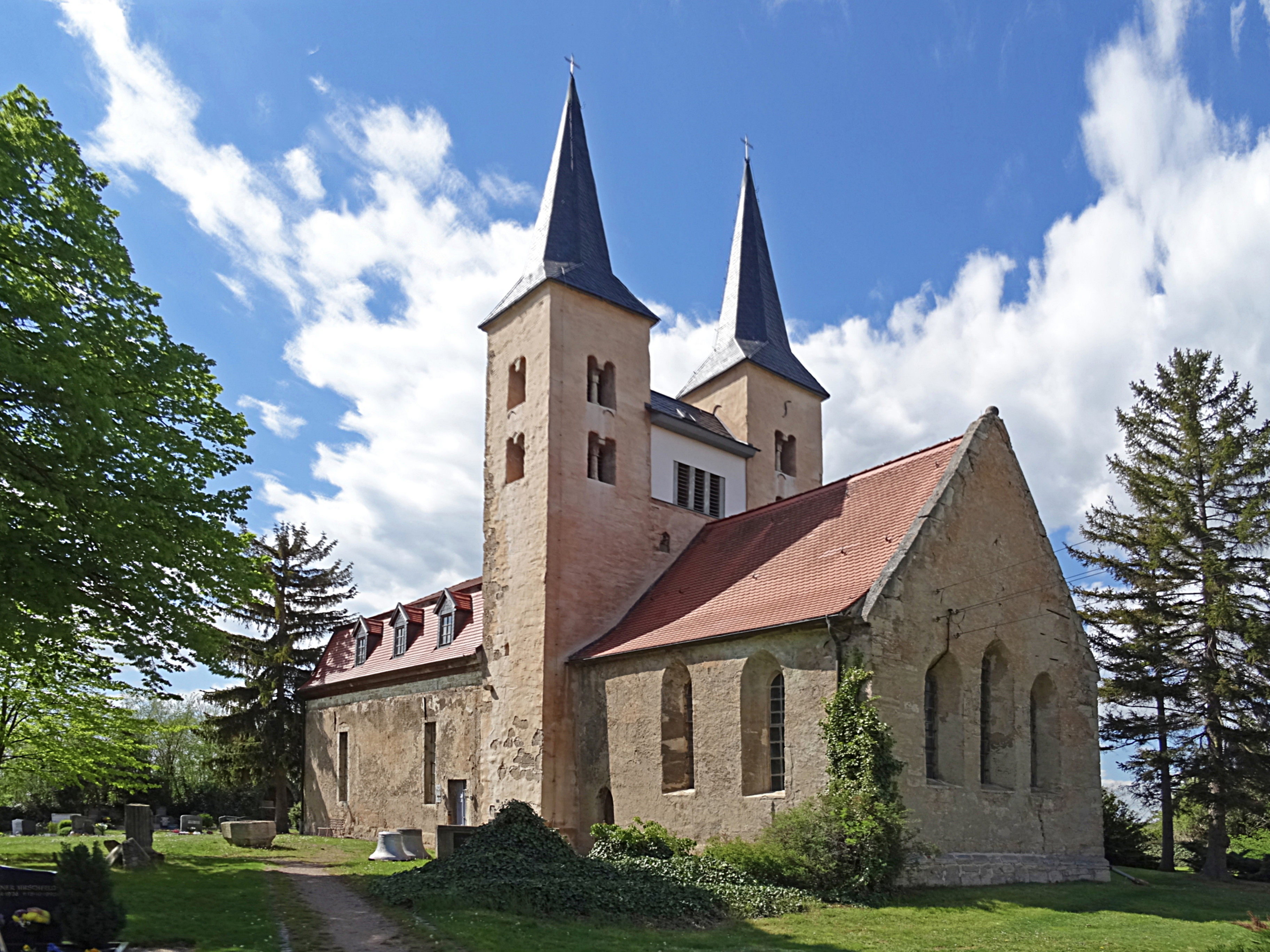
St. Gangolf

Die evangelisch-lutherische Dorfkirche St. Gangolf  steht auf einem Höhenzug abseits des Ortes Gangloffsömmern, einer Gemeinde im Landkreis Sömmerda in Thüringen. St. Gangolf gehört zur Kirchengemeinde RG Straußfurt im Kirchenkreis Eisleben-Sömmerda der Evangelischen Kirche in Mitteldeutschland.

## Geschichte
Das Kirchenpatronat der 1204 erstmals erwähnten Kirche wurde 1216 von Landgraf Hermann I. von Thüringen dem Katharinenkloster in Eisenach übereignet. Vermutet wird, dass die heutige Dorfkirche in vorreformatorischer Zeit eine Wallfahrtskirche oder der Sitz eines Klosterkonvents war. Es wird eine baugeschichtliche Verbindung mit der nahegelegenen, gleichzeitig entstandenen Kirche des ehemaligen Benediktinerinnenklosters zu Ottenhausen angenommen.

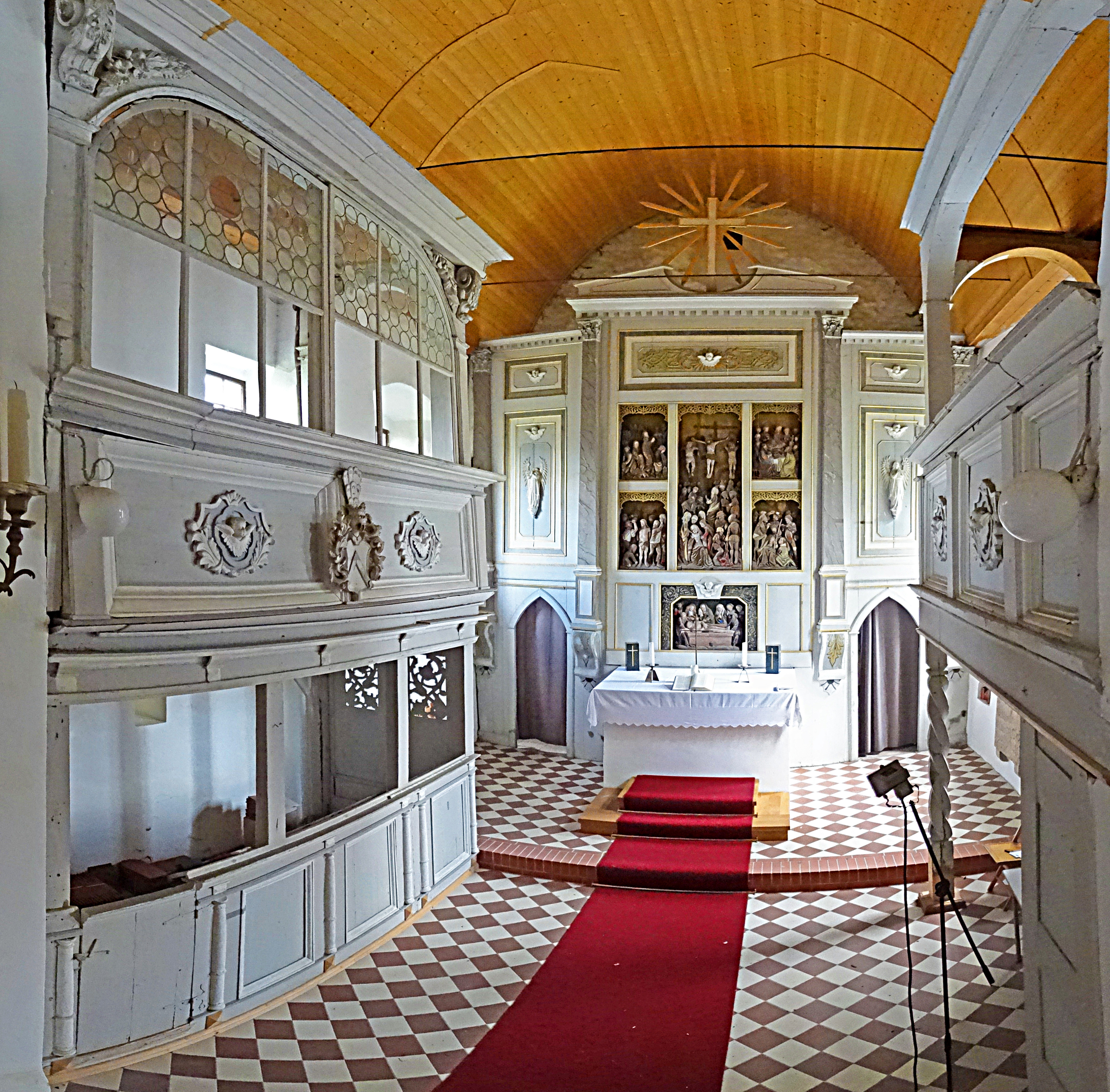
Chor und Patronatsloge

## Baubeschreibung

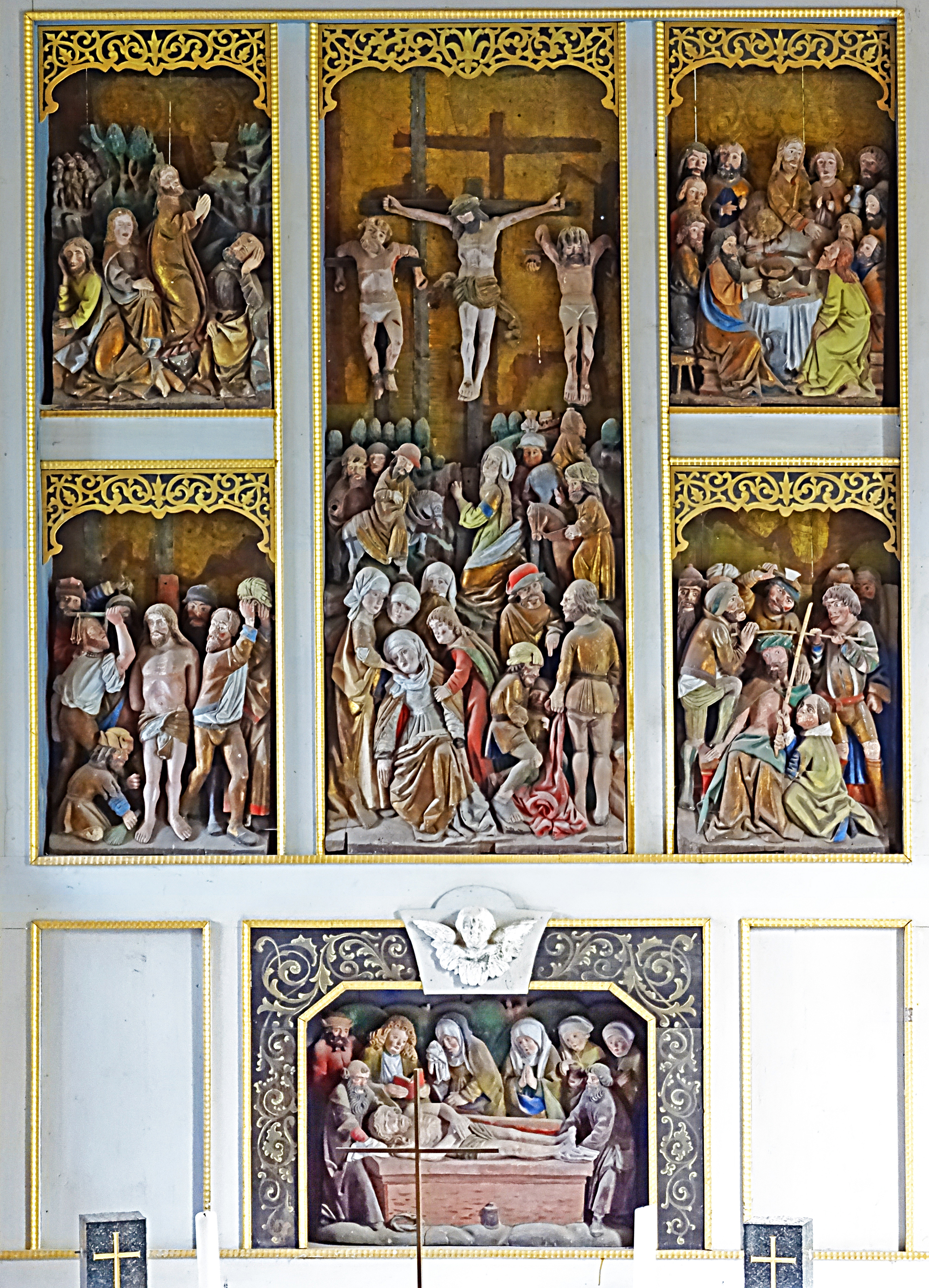
Altarprospekt

Das Kirchenschiff und die ehemals vermutlich das Westwerk des Vorgängerbaus bildenden Kirchtürme wurden im 12. Jahrhundert aus einem Quadermauerwerk aus Travertin errichtet. 1785 wurde das Kirchenschiff neu als verputzter Travertinbau mit Mansarddach und Dachgauben errichtet, die Türme blieben aber weitgehend im bauzeitlichen Zustand erhalten. Die beiden obersten Geschosse der schlanken Türme waren ursprünglich durch je ein Biforium aus Säulen mit Würfelkapitell nach jeder Seite geöffnet. Diese sind jetzt z. T. zugemauert oder durch den neuzeitlichen Turmzwischenbau verdeckt. Um 1825 wurden die Hauben der Türme wegen Baufälligkeit abgetragen, die Türme wurden aber entgegen dem Willen der Kirchgemeinde nicht abgerissen, so dass die Turmhauben 1855 in der gegenwärtigen Form wiederhergestellt werden konnten.
Der ursprüngliche Schluss des Chors wurde durch einen eingezogenen, frühgotischen Rechteckchor mit gestaffelter Dreifenstergruppe in der Ostwand ersetzt. In der Chorsüdwand ist eine kleine spitzbogige Pforte mit gotischen Beschlägen. Die Erdgeschosse der Türme waren ehemals durch Rundbögen zum Kirchenschiff und zum Turmzwischenraum geöffnet und durch kleine Fenster im Osten erhellt. Hier sind jetzt Treppen eingebaut. Beide Räume waren mit Kreuzgratgewölbe überspannt, im Süden ist es jetzt größtenteils ausgebrochen. An einigen Bögen sind noch die Kämpfer zu sehen. Der Turmzwischenraum ist mit einem neuzeitlichen Tonnengewölbe mit Stichkappen überspannt. Die Ausstattung mit dreiseitigen doppelstöckigen Emporen im Kirchenschiff sowie einer Patronatsloge und einem breiten Altarprospekt im Chor erfolgte um 1820/25. Die älteren, hölzernen Tonnengewölbe von Kirchenschiff und Chor und das Mansarddach des Langhauses wurden 1996 rekonstruiert.

## Ausstattung
Von der mittelalterlichen Kirchenausstattung sind nur noch die Teile zweier Altarretabel erhalten. Die sechs spätgotischen geschnitzten Reliefs mit Szenen der Passion, dem Kalvarienberg und der Grablegung Christi wurden bei der Neuausstattung im frühen 19. Jahrhundert in den Altarprospekt eingefügt. Die kleineren Reliefs wurden vielleicht in nachreformatorischer Zeit überarbeitet oder nachgebildet. Von einem anderen Altar stammt ein Flügelpaar mit acht geschnitzten Heiligenfiguren auf den Innen- und zwei Gemälden mit Höllenfahrt und Auferstehung Christi auf den Außenseiten. Die Gemälde sind Anfang des 16. Jahrhunderts entstanden. In der Nordostecke des Chores steht ein dreiseitiges steinernes Sakramentshaus mit vier derben Heiligenreliefs, das um 1470/80 entstanden ist. Ein großes achtseitiges Taufbecken mit konkaven Seitenflächen aus dem 15. Jahrhundert steht heute auf dem Kirchfriedhof.

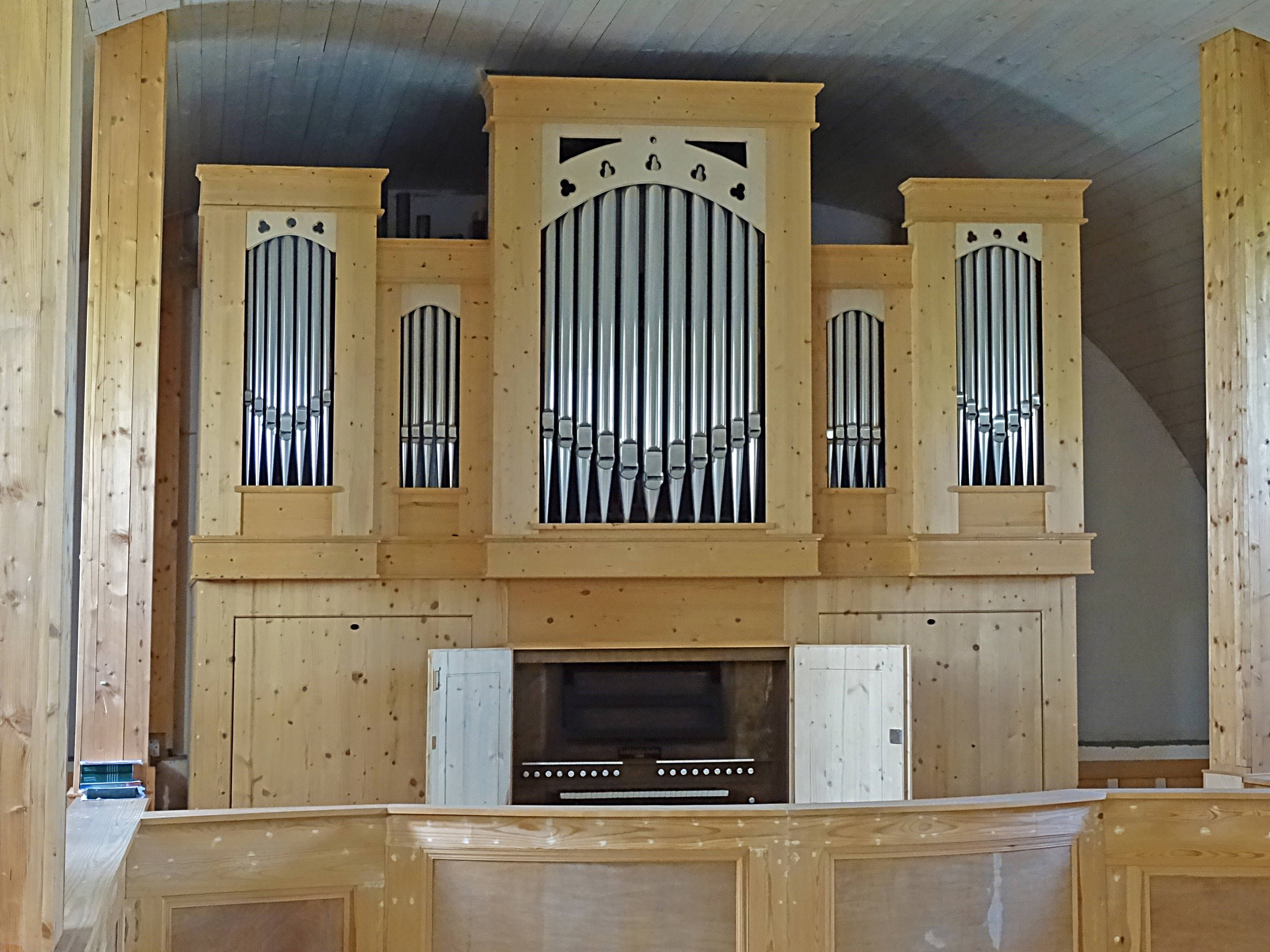
Ladegast-Orgel

Die Orgel mit 16 Registern, verteilt auf 2 Manuale und Pedal, wurde 1896 von Ladegast & Sohn gebaut.
| I Oberwerk C–f3 |                 |    |
| 1.              | Gedackt         | 8′ |
| 2.              | Flauto Traverso | 8′ |
| 3.              | Gamba           | 8′ |
| 4.              | Salicional      | 4′ |

| II Hauptwerk C–f3 |              |     |
| 05.               | Bordun       | 16′ |
| 06.               | Principal    | 08′ |
| 07.               | Doppelflöte  | 08′ |
| 08.               | Flöte        | 08′ |
| 09.               | Viola        | 08′ |
| 10.               | Principal    | 04′ |
| 11.               | Flauto Minor | 04′ |
| 12.               | Doublette II | 03′ |
| 13.               | Mixtur II-V  |     |

| Pedalwerk C–d1 |               |     |
| 14.            | Subbass       | 16′ |
| 15.            | Violonbass    | 16′ |
| 16.            | Principalbass | 08′ |

- Koppeln: Manualkoppel, Pedalkoppel